# Günther Herzogenrath-Amelung
Günther Herzogenrath-Amelung ist ein deutscher Jurist. Er praktiziert als Rechtsanwalt in Regensburg und gilt als Anwalt der rechten Szene.
Günther Herzogenrath-Amelung studierte Rechtswissenschaft an der Universität Regensburg und wurde 1972 Mitglied der Burschenschaft Thessalia Prag zu Regensburg, aus der zu einem Zeitpunkt nach 1981 wieder ausschied.
Er ist Mitglied des sogenannten "Deutschen Rechtsbüros", das sich selbst als "Selbsthilfegruppe zur Wahrung der Rechte nationaler Deutscher" bezeichnet. Er führte Rechtsschulungen für die NPD-Nachwuchsorganisation JN und das „Aktionsbüro Süd“ von Martin Wiese durch.
2012 schlug ihn die rechtsextreme Gesellschaft für Freie Publizistik als Beisitzer in der Bundesprüfstelle für jugendgefährdende Schriften vor. Dort sollte er unter anderem mit der Prüfung rechtsextremer Musik, Internetseiten, Filme und Druckwerke befasst sein.

## Bekannte Verfahren
Stefan Aigner schrieb 2012 über Herzogenrath-Amelung, er habe „das Who is Who der rechtsextremen Szene“ vertreten. Darunter waren der NS-Kriegsverbrecher Erich Priebke, die heute verbotenen Skinheads Sächsische Schweiz (SSS), des Rechtsterroristen Martin Wiese und mehrere NPD-Funktionäre.
Herzogenrath-Amelung galt als Sympathisant der 1992 verbotenen Nationalistischen Front (NF) und beriet deren Gründer und Anführer Meinolf Schönborn.
Gegen den Willen der Generalbundesanwaltschaft, aber vom Vorsitzenden Richter gebilligt, übernahm Herzogenrath-Amelung 2013 als zweiten Pflichtverteidiger die Vertretung von Martin Wiese. Wiese hatte einen Sprengstoffanschlag auf die Grundsteinlegung des Jüdischen Gemeindezentrums geplant. Er hatte sich Herzogenrath-Amelung ausdrücklich als Verteidiger gewünscht.
Im gleichen Jahr verteidigte er Phillip G. und einen weiteren damaligen Neonazi ebenfalls in München. Die beiden hatten während einer Neonazi-Demonstration den Titelsong der Serie Paulchen Panther gespielt und damit auf die Mordserie der Terroristen des Nationalsozialistischen Untergrund (NSU) Bezug genommen.
Seit mindestens 2017 verteidigt er Neonazis des „Aktionsbüros Mittelrhein“ in Bad Neuenahr-Ahrweiler, die dort eine kriminelle Vereinigung gegründet haben sollen und laut Anklage gegen politische Gegner etwa in Dresden vorgegangen seien, Hakenkreuze gesprüht und Brandanschlägen auf Autos versucht haben.